# Minigolf Ascona

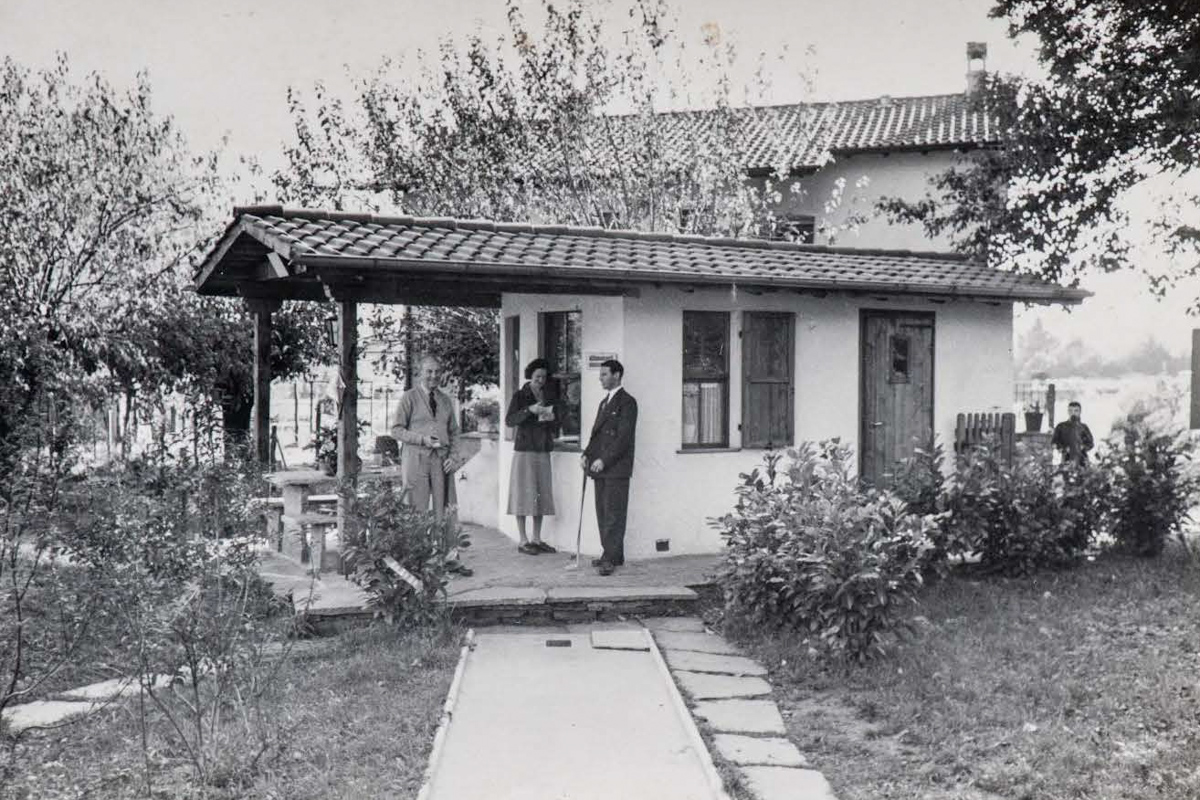
Minigolf Ascona

Minigolf Ascona wurde am 19. März 1954 in Ascona  im Schweizer Kanton Tessin eröffnet und ist weltweit die älteste normierte Minigolfanlage (System Bongni).

## Geschichte
1950 reichte der Schweizer Paul Bongni ein Patentgesuch für ein normiertes Bahnengolfsystem unter dem Markennamen „Minigolf“ ein, das 1953 bewilligt wurde. Am 27. November 1953 erteilte die Gemeinde Ascona die Baubewilligung für eine solche Anlage, die am 19. März 1954, einen Monat vor der zweiten derartigen Anlage in Locarno, eröffnet werden konnte. Obwohl nach 1954 in wenigen Jahren – angefangen im Tessin – zahlreiche solche Anlagen geschaffen wurden, hatte die neue Sportart zunächst Mühe, sich durchzusetzen. Da daher das Geschäft in Ascona nicht wie gewünscht anlief, wurde die Anlage nach wenigen Jahren an den Eigentümer der Parzelle, Filippo Tonascia, verkauft. Die Anlage befindet sich bis heute in Familienbesitz (Stand: Juni 2017).

## Lage
Die Minigolfanlage von Ascona liegt unweit der Piazza von Ascona zwischen der Via Circonvallazione und der Via Rotundo in einer mit zum Teil von geschützten Bäumen bestandenen Parkanlage.

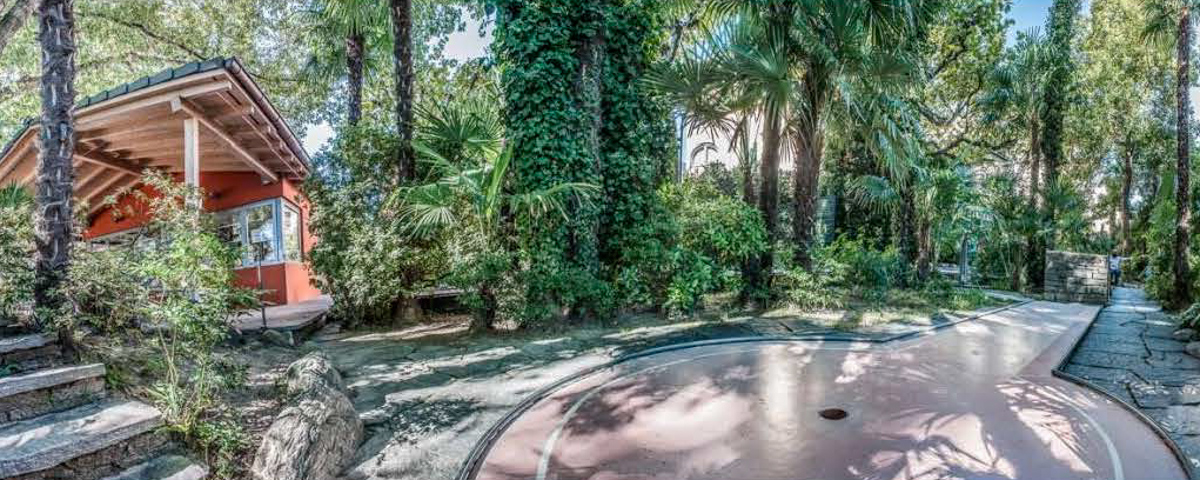
Minigolf Ascona, Zustand um 2014

## Minigolf Club Ascona
Der Minigolf Club Ascona wurde 1955 gegründet und gewann im ersten Jahr seines Bestehens den Meistertitel an den ersten Schweizer Teammeisterschaften. Die erfolgreichste Spielerin der Clubgeschichte ist Miranda Graf, die 1991 an den erstmals ausgetragenen Weltmeisterschaften in Oslo den Einzeltitel bei den Frauen gewann.